# Кулаков, Михаил Петрович
Михаил Петрович Кулаков (29 марта 1927, Ленинград — 9 февраля 2010, Хайленд, Калифорния, США) — советский и российский протестантский библеист и переводчик Библии (в основном — Нового Завета), общественный и религиозный деятель, пастор, соучредитель российского отделения Международной ассоциации религиозной свободы (1992), основатель Института перевода Библии в Заокском (его директор и главный редактор — 1993—2009), почётный член правления Российского Библейского общества, был руководителем Церкви адвентистов седьмого дня в СССР (1990—1992). Перевод Нового Завета под редакцией Кулакова на современный русский язык был опубликован в 2000 году.

## Биография
Михаил Петрович Кулаков родился 29 марта 1927 г. в Ленинграде в семье священнослужителя одной из протестантских церквей христиан-адвентистов. Но уже в 1928 г. его отца, Петра Степановича Кулакова, направили для пасторского служения в Тулу. Жизнь семьи Кулаковых прочно оказалась связанной с этим городом. В 1934 году Михаил пошёл здесь в школу, однако проучился он в ней недолго. В 1935 году за религиозную деятельность был арестован отец, суд приговорил его к тюремному заключению в лагеря Воркуты с последующей ссылкой в Сибирь. Вслед за отправленным в ссылку отцом семья Кулаковых переехала в селение Красный Ключ Красноярского края, где прожила до 1939 года. По окончании срока ссылки им пришлось переехать в Самару, затем в Майкоп и накануне Великой Отечественной войны в Иваново, где Михаил поступил в Ивановское художественное училище, которое успешно закончил в 1947 году
Там же в 1945 году принял крещение и начал своё церковное служение в качестве священнослужителя. В 1947 году, после очередного ареста отца, осуждённого на десять лет строгого режима, мать с сыновьями переезжают в Даугавпилс (Латвия). Здесь Михаил продолжает трудиться в церкви и одновременно преподаёт черчение и рисование в школах города. Через девять месяцев, в марте 1948 года, вместе со старшим братом Стефаном был арестован приехавшими из Иванова работниками МГБ. Отбыв под следствием шесть месяцев в Ивановской тюрьме, Михаил как руководитель непризнаваемой властями общины адвентистов решением Особого совещания был приговорён к пяти годам исправительно-трудовых работ в лагерях особого режима.
Годы заключения он провел в мордовских и казахстанских лагерях, где узникам поначалу отказывали в свиданиях с родными. М. П. Кулаков вспоминает эти годы как важный жизненный университет и благодарит Бога за то, что остался в живых (его старший брат, как и многие тысячи других людей, умер, не перенеся лагерной жизни). Находясь в заключении, имел возможность проповедовать людям, находящимся вместе с ним в лагерях.
В 1953 года по истечении срока заключения М. П. Кулаков был сослан на вечное поселение в казахское селение Мырзыкуль Кустанайской области. После вступления в брак в 1954 году он был освобождён из ссылки по амнистии. В 1955 года переехал с женой в Алма-Ату. Здесь Кулаковы включились в служение местной общины АСД.

## Деятельность по объединению и развитию церкви
В 1958 г. М. П. Кулаков был рукоположен в сан проповедника и избран главой неофициально существовавшей организации церкви АСД в республиках Средней Азии, Казахстана и Закавказья. На этом посту он нес служение до 1975 г.
В 60-70-е годы М. П. Кулакову вместе с его семьей приходилось постоянно менять место жительства из-за преследований. В 1960 г. он переезжает из Алма-Аты в село Аккуль Джамбульской области, затем в 1962 г. в Коканд, и оттуда в 1966 — в Чимкент. Ему приходилось жить на полулегальном положении, подвергаться арестам и общественным судам.
В конце 60-х гг. Генеральная конференция Церкви АСД (высший руководящий орган адвентистов, находящийся в США) безуспешно пыталась установить связь с адвентистами в Советском Союзе — деятельность церкви жестко контролировалась тогда органами государственной власти, которые препятствовали установлению духовных и административных контактов верующих, живущих в СССР, с их зарубежными единоверцами. На протяжении десятилетий адвентисты Советского Союза не могли присутствовать на международных съездах своей международной организации. В 1970 г. была предпринята новая попытка пригласить делегацию адвентистов из СССР на всемирный съезд в Детройте, однако ни М. П. Кулаков, получивший приглашение Генеральной конференции прибыть на съезд, ни другие служители не были выпущены из страны.
Между тем, осенью 1970 г. М. П. Кулакову удалось выехать в США по частному приглашению своей тёти Валентины Поповой (в девичестве Демидовой), проживавшей тогда в Калифорнии. Поездка в США совпала по времени с годичным совещанием ГК, куда М. П. Кулаков и был приглашён. Для конфессии это стало важным событием, так как с 1909 года ни один из руководителей отечественных адвентистов не бывал во всемирном центре. Президент Генеральной конференции Роберт Пирсон и другие руководители церкви проявили интерес к тому, что происходило с адвентистами в СССР. Зная о внутреннем разладе, господствовавшем в общинах АСД, об организационных трудностях, всемирное руководство уполномочивало М. П. Кулакова взять на себя ответственность за объединение разрозненных групп адвентистов в Советском Союзе.
В годы, последовавшие за посещением всемирного центра, М. П. Кулаков вместе со своими единоверцами в республиках Средней Азии и друзьями-коллегами в республиках Прибалтики, в Белоруссии, Украине и Молдавии стремился содействовать консолидации единоверцев. Эта цель на протяжении многих лет оставалась труднодостижимой, и Кулаков посвятил служению примирения и обустройства отечественной организации АСД более 20 лет жизни.
В 1975 году вместе с шестью другими руководителями церкви М. П. Кулаков получил возможность участвовать в работе очередного съезда Генеральной конференции в Вене. Впервые после долгих десятилетий Адвентистская Церковь Советского Союза была представлена на всемирном съезде. М. П. Кулаков был введен в состав Исполнительного комитета Генеральной конференции и стал членом Академии адвентистских служителей.
В том же 1975 году руководители Церкви АСД в Москве, Туле, Нижнем Новгороде, Петербурге и других городах России предложили М. П. Кулакову переехать из Казахстана в центр Российской республики для создания единой церковной организации на территории РСФСР. В ответ на эту просьбу и по рекомендации президента Генеральной конференции Роберта Пирсона Михаил Петрович переехал в Россию и в конце 1975 года поселился опять в Туле.
В марте 1977 года состоялся первый после 50-летней «паузы» официальный съезд адвентистов России. Целью его было объединить разрозненные группы адвентистов в одну церковную организацию. Прибывшие на съезд делегаты из многих общин республики избрали М. П. Кулакова главой адвентистской Церкви по областям и краям России. Однако власти не торопились дать разрешение на создание церковной организации, которая могла бы жить самостоятельно, по своему уставу.
Объединение адвентистов было достигнуто к концу 1980 года, когда в страну приехал президент Генеральной конференции Нил Вильсон. От имени всемирного центра адвентистов он заявил, что Генеральная конференция признает официальное руководство церкви в стране, предложил объединиться вокруг него всем адвентистам СССР.
В 1985 г. в Туле на полуофициальной встрече руководителей церкви АСД из всех республик был создан консультативный совет, объединивший адвентистов Советского Союза в одну организацию. М. П. Кулаков и Н. А. Жукалюк были избраны координаторами этой организации. Трудясь вместе с руководителями Церкви в разных республиках, они попытались и сумели организовать, насколько позволяли обстоятельства, принципиально приближенные к уставному церковному порядку, республиканские и местные объединения адвентистов по всей территории Советского Союза.
В 1987 г. адвентистский колледж штата Техас (США) присвоил М. П. Кулакову почетное звание доктора богословия.

## Создание учебного заведения и издательства
Одновременно с этим Михаил Петрович вместе со своим сыном Михаилом Михайловичем Кулаковым принял активное участие в создании Учебного центра для подготовки служителей Церкви АСД. После долгих усилий и напряженного диалога с властью и чиновниками разных рангов им удалось это сделать: семья Кулаковых переезжает в 1988 году в поселок Заокский, где и создается первая протестантская семинария в стране (в настоящее время Заокская духовная академия). Несколько лет спустя появляется и адвентистское издательство «Источник жизни».
В 1990 г. на всемирном съезде в Индианаполисе (США) было создано Европейско-азиатское отделение всемирной церкви АСД на территории теперь уже бывшего Советского Союза. Михаил Петрович Кулаков стал его главой.

## Общественная деятельность
В 70-е и 80-е годы, находясь в центре религиозной жизни СССР, М. П. Кулаков представлял АСД на встречах с общественностью внутри страны и на международных конференциях в защиту мира. Так, в 1977 г. он участвовал в работе проходившей в Москве Всемирной конференции «Религиозные деятели за прочный мир и справедливые взаимоотношения». Дата обращения: 16 февраля 2012.. В 1982 г. Михаила Петровича пригласили принять участие в проходившей в Москве Всемирной конференции «Религиозные деятели за спасение священного дара жизни от ядерной катастрофы». М. П. Кулакову приходилось неоднократно выезжать и на христианские мирные конференции, проходившие за рубежом. В 1978 году (22-27 июня) в составе делегации служителей ряда церквей Советского Союза он выезжал в Прагу для участия в работе миротворческой конференции (Christian Peace Movement. Дата обращения: 16 февраля 2012. Архивировано из оригинала 25 мая 2012 года.). В 1983 году (20-24 апреля) М. П. Кулаков принимал активное участие в работе такой же конференции в Швеции в г. Упсала (For Life and Peace. Дата обращения: 16 февраля 2012. Архивировано 25 мая 2012 года.). В середине 80-х гг. он дважды выезжал в Японию для участия в проводившихся японскими христианами миротворческих конференциях.
Когда в США приобрела популярность идея «народной дипломатии» как действенного средства в снятии напряженности в мире и в связи с этим расширились возможности для встреч представителей общественности разных стран, Михаил Петрович как один из руководителей адвентистов получил приглашение принять участие во Всемирной конференции по американско-советским отношениям, проходившей в Шатокуа (США) в 1987 году (21-26 августа).
В октябре 1987 г. М. П. Кулаков был введен в состав правления советского Детского фонда, где имел возможность сотрудничать с известным писателем, председателем названного фонда, Альбертом Лихановым в достижении целей, которые поставил перед собой фонд .
26 сентября 1990 г. Михаил Петрович был приглашен вместе с патриархом Алексием II на заседание Верховного Совета СССР, где изложил свой взгляд на проект нового закона о свободе вероисповедания. В конце 1990 г. в Кремле состоялась третья личная встреча М. П. Кулакова с М. С. Горбачёвым, для которого была важна в то время и поддержка религиозных деятелей страны.
Лично переживший преследования за религиозные убеждения и постоянно выступавший в защиту религиозной свободы, М. П. Кулаков принимал активное участие в работе международных конгрессов, посвященных защите религиозной свободы. В 1990 г. им было инициировано создание российского отделения Международной ассоциации религиозной свободы (International Religious Liberty Association). Став генеральным секретарем российского отделения Ассоциации, М. П. Кулаков представлял её в 1993—1995 гг. в Общественной Палате при Президенте РФ.
Вместе с о. Александром Борисовым Михаил Петрович участвовал в учреждении Российского Библейского общества. М. П. Кулаков обладал редчайшим дарованием объединять для благого дела самых разных людей и создавать атмосферу подлинной духовной и интеллектуальной свободы. Для него действительно не было «своих» и «чужих». Одной из его любимых библейских фраз была: «Где Дух Господень, там свобода».

## Создание Института перевода Библии
В 1992 г., полагая, что адвентистская церковная организация подготовила к этому времени опытных и ответственных руководителей, Михаил Петрович Кулаков поставил вопрос о своем уходе с поста главы церкви с тем, чтобы полностью посвятить себя переводу Библии на современный русский язык. 
 Заявление М. П. Кулакова нашло должное понимание среди священнослужителей, и он всецело переключился на работу по переводу Библии в созданном и возглавлявшемся им до последних дней жизни Институте Перевода Библии. М. П. Кулаков замыслил этот переводческий проект как свободный от конфессиональных пристрастий и пригласил к работе над ним самый широкий круг специалистов из разных конфессий.
Некоторое время совмещал эту деятельность с ответственным служением генерального секретаря российского отделения Международной ассоциации религиозной свободы и чтением курса гомилетики в Заокской духовной академии. Затем ему пришлось отказаться от других дел и занятий, чтобы завершить перевод Нового Завета. В апреле 2000 года вышло в свет первое издание «Нового Завета в современном русском переводе». Весь тираж (12 500 экз.) разошёлся в течение года, и по многочисленным просьбам было предпринято повторное издание с учётом пожеланий и замечаний читателей.
В 2000 году после съезда Церкви адвентистов седьмого дня в г. Торонто, где Кулаков вручил Новый Завет главе Всемирной адвентистской церкви, было принято решение продолжать работу над переводом Библии. По ряду обстоятельств М. П. Кулаков со своей супругой в декабре 2000 года переехал в США, и работа Института перевода Библии продолжилась в непростых условиях: связь с сотрудниками, оставшимися в России, поддерживалась по электронной почте. За несколько лет такой деятельности было подготовлено уже упоминавшееся повторное издание Нового Завета и Псалтыри в современном русском переводе, а также Пятикнижие Моисеево в современном русском переводе, книги пророка Даниила и Малых пророков. В августе 2001 года Эндрюсский университет присудил Кулакову вторую почётную степень доктора богословия за перевод Священного Писания.

## Кончина и погребение
После своего отъезда трижды приезжал в Россию, летом 2006 года, в январе 2008 и в июле 2009 года для творческих и деловых встреч со своими сотрудниками и собратьями. Осенью 2009 года у М. П. Кулакова была обнаружена опухоль мозга. Он проходил лечение в клинике при университете Лома-Линда (Loma Linda University).
Скончался в среду, 10 февраля 2010 года, у себя дома, в г. Хайленд, штат Калифорния, США, в окружении близких. В день его смерти в созданный им Институт перевода Библии в Заокском доставили свеженапечатанные экземпляры нового перевода Пятикнижия Моисеева, над которым он работал последние пять лет. По решению совета попечителей в 2010 году Институту перевода Библии в Заокском присвоено имя Михаила Петровича Кулакова.
Михаил Петрович Кулаков захоронен на Гленвудском кладбище в Вашингтоне.

## Семья
- Сын — Михаил Михайлович Кулаков (род. 1959). В 1984 году Ньюболдском колледже высшего образования[англ.] получил учёную степень бакалавра гуманитарных наук по теологии. В 1992 году, в Эндрюсском университете[англ.], — степень магистра гуманитарных наук по теологии. В 2002 году получил степень доктора философии по теологии колледжа Крайст-черч Оксфордского университета. Профессор кафедры религиоведения Вашингтонского адвентистского университета[англ.]. В 2009 — 2015 годах — директор Института перевода Библии в Заокском[55][56][57]. В 2015 году под совместной редакцией М. П. и М. М. Кулаковых вышел полный перевод Библии на русский язык (Заокская Библия).

## Гражданская позиция
В одном из своих последних интервью Михаил Петрович говорил: «У меня вызывает большую озабоченность сегодня недооценка важности свободы человеческой личности. Мы прошли эту тяжёлую полосу, когда как асфальтным катком пытались раскатать и расплющить всякую индивидуальность и подавить свободу самовыражения. Забыть об этом невозможно, нельзя! Об этом должны помнить те, кто печется о благополучии своей родной страны, о своих детях, о своем потомстве. Каждый из нас должен думать о том, какие сегодня закладываются основания для того, чтобы наше российское общество могло жить полной жизнью, радостной, спокойной, без тревоги, что тебя подавят или сотрут в порошок и не позволят выражать себя свободно. А это так важно. Это то, что может сохранить нас как народ и как страну от тех ужасов, которые были пережиты нами в XX веке».

## Публикации
- Новый Завет в современном русском переводе / Пер. и прим. под ред. М. П. Кулакова. — Заокский: «Источник жизни», 2000. — 486 с. — 12 000 экз. — ISBN 5-93816-001-4.
- Новый Завет и Псалтырь в современном русском переводе / Пер. и прим. под ред. М. П. Кулакова. — Заокский: «Источник жизни», 2002. — 807 с. — 20 000 экз. — ISBN 5-86847-473-2.
- Пятикнижие Моисеево в современном русском переводе / Пер. и прим. под ред. М. П. Кулакова. — Заокский: «Источник жизни», 2009. — 501 с. — 5000 экз. — ISBN 5-86847-669-3.
- Книга Даниила. Книга Двенадцати. В современном русском переводе / Пер. и прим. под ред. М. П. Кулакова, М. М. Кулакова. — Заокский: «Источник жизни», 2011. — 241 с. — 5000 экз. — ISBN 978-5-86847-791-1.
- Кулаков М. П. Церковь и меч государства // Парасей А.Ф., Жукалюк Н.А. Бедная, бросаемая бурею... Исторические очерки к 110-летнему юбилею Церкви адвентистов седьмого дня в Украине. — Киев: Джерело життя, 1997. — С. 119—139.
- Kulakov M., Schurch M. Though the Heavens Fall. Review & Herald Publishing. 2008. — 192 p. — ISBN 978-0-8280-2366-5
- Kulakov M . When the KGB came calling. Liberty. 1994. № 1 pp. 14–20